# 1843-as büntetőtörvénykönyv-javaslat
Az 1843. évi büntetőtörvénykönyv-javaslat nagy jelentőségű a magyar büntetőjog fejlődése szempontjából annak ellenére, hogy nem lett belőle törvény. (Átfogó jellege miatt gyakran kódexnek is nevezik.)

## Jelentősége
Alapvető vívmánya volt a törvény előtti egyenlőség megteremtése, valamint a differenciált, ám tettarányos büntetést lehetővé tevő büntetési rendszer, amely például száműzte a halálbüntetést vagy a testi fenyítést.
Sajnálatos, hogy nem ehhez a javaslathoz tért vissza 1861-ben az Ideiglenes Törvénykezési Szabályok néven ismertté vált dokumentum, hanem az 1848 előtti jogot (lényegében a kodifikálatlan, szétszórt, jórészt szokásjogon alapuló rendelkezéseket) tekintette irányadónak; igaz, hogy kiomondta a törvény előtti egyenlőséget.
A törvényjavaslat megszövegezői az akkor legkorszerűbb büntető törvénykönyveket vették alapul, ám ezek a liberális normák nem állták volna meg a helyüket a magyarországi viszonyok között (bírói tisztségek a konzervatív nemesség körében, az eljárásban középkori elvek, csak nemesi szabadság létezik). A törvénytervezetet a diéta nem szavazta meg. A progresszív elvek ugyanakkor jótékony hatással voltak a birói gyakorlatra, a halálbüntetés a minimumra csökkent. A javaslat szelleme az országgyűléseket az első büntető törvénykönyvig kísérte.

## Alapelvei
Az anyagi jogi plánum: „A bűntettekről és büntetésekről” szóló büntető anyagi jogi javaslat teljesen önálló, rendkívül színvonalas alkotás. A kódex általános rendeletek cím alatt foglalta össze a büntetőjog általános része körébe tartozó rendelkezéseket, az egyes tényállásokat pedig a „Külön rendeletek a bűntettek egyes nemeiről és büntetésükről” szóló részben. A törvénykönyv következetesen végig-viszi a törvény előtti egyenlőség eszméjét: nincs különbség nemes és nem nemes, világi és klerikus között. Mélyen humánus: nincs halál-büntetés, botbüntetés, becstelenítő büntetés, s a büntetési tételek felső határát szabta meg csupán (korlátlan enyhítési lehetőség). A büntetendő cselekmények tipizálásánál  dichotomikus rendszert követi (bűntetteket és kihágásokat ismer). A javaslat számos fogalmat precízen kidolgozott (pl. gondatlanság, kísérlet, részesség, visszaesés, súlyosbító és enyhítő körülmények, elévülés). A büntetések közül a  legfontosabb a szabadságvesztés-büntetés, ami mellett a közhivatal elvesztése, a pénzbüntetés, és a birói dorgálás lehetőségei között választhatott a bíró. A bűncselekményeket a polgárok személye és vagyona, a társadalmat sértő magatartás foka szerint csoportosította.
A büntetőeljárás szabályozásának terve és a börtönügyi tervezet: a büntetőeljárásról szóló tervezetet kidolgozó bizottság lelke Szalay László volt. Az európai minták után felépített, haladó szellemű javaslat (tisztán vádelvi főtárgyalás, vizsgálóbíró tisztsége, felek egyenjogúsága..) az esküdtbíróság intézményén bukott el, melyről a főrendek hallani sem akartak. A börtönügyi tervezet szorosan kötődött a büntető anyagi jogi javaslathoz: az alapvető büntetésnem a szabadságvesztés lett  börtönöket kell építeni, technikáját, szakmáját elsajátítani. Ez is elbukott, de európai színvonalú terv volt.
Toldalék a rendőrségi kihágásokról: az 1843. évi javaslathoz kötött toldalék a Btk.-tervezet szoros tartozéka. A különös-általános felosztást a toldalék is átvette. Az általános részben foglaltak (hatály, felelősség, elkövetők, büntetési nemek) a kihágásokra is kiterjedtek. Megfogalmazódott a nulla poena sine lege, és a nullum crimen sine lege elve. A toldalék felsorolta azokat a kihágási természetű szabálytalanságokat (sebes nyargalás, tűz- és vízrendészet), amelyek büntetése részben kormányszintű rendeletekben, részben törvényhatósági statútumokban történhetett. Itt látható a mai jogi megoldás előzménye: kihágási törvény, kormányszintű rendelet és szabályrendelet. A kihágások elkövetői fogsággal, pénzbüntetéssel és birói megdorgálással marasztalhatók. A toldalék ismerte a fogság pénzbüntetéssé való átváltoztatását (megszabta a büntetés generális maximumát). A különös rész az egyes kihágásokat és azok büntetését tartalmazza. Egyfokú fellebbezés birói úton.
Törvény a mezei rendőrségről: az első kihágási törvény a mezei rendőrségről szóló 1840:9. tc. volt. Első kísérlet az ügyek egy meghatározott csoportjában a veszélyeztető cselekmények összefogására és büntetésére. E cselekmények általános jellemzője, hogy a tevékenység vagy a mulasztás kárt eredményez. A károkozás két felelősségi formát alapoz meg: kártérítési felelősség, rendészeti felelősség. A tudatos gondatlanságot kétszeres kártérítéssel sújtották, ennek ismétlődése esetén fogság. E büntetéseknél a cselekmény jellege, súlya, illetve a felelősség mértéke volt a meghatározó. A cselekmények elbírálása sommás eljárás alapján történt.